# オートボルタ植民地

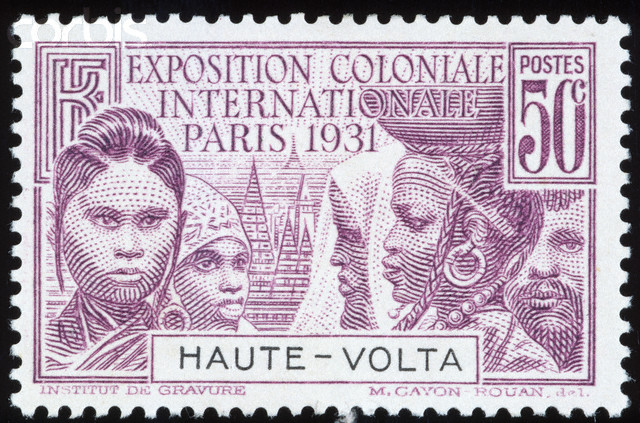
1931年 パリ植民地博覧会を記念して発行された切手

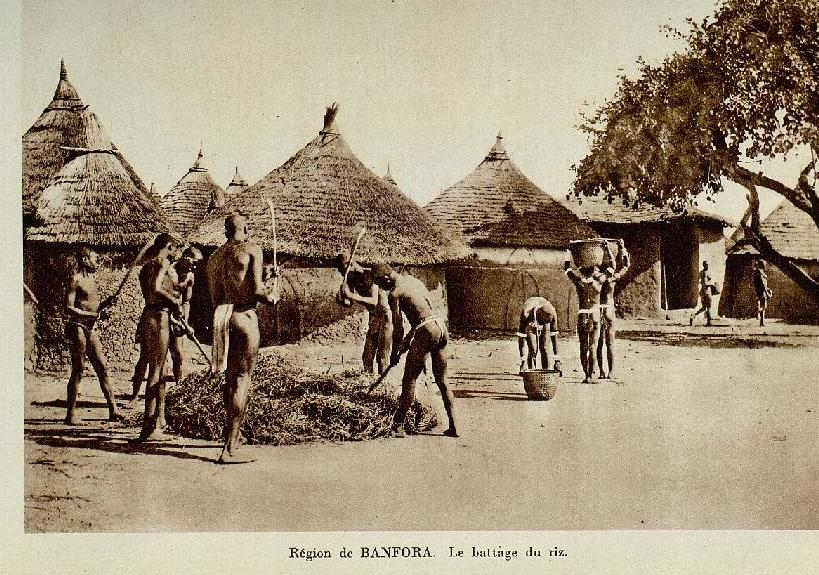
1931年 バンフォラ県でアフリカイネを脱穀する風景

オートボルタ植民地（オートボルタしょくみんち、フランス語: Haute-Volta、英語: French Upper Volta、フランス領オートボルタ）は1919年にフランス領西アフリカ内（現在のブルキナファソ領）に建設された植民地である。オートボルタ植民地の領域はコートジボワールと上セネガル及びニジェール植民地の一部から形成された。植民地は1932年9月5日に解散され、一部はコートジボワール、フランス領スーダン、ニジェール植民地によって管理された。
第二次世界大戦後の1947年9月4日に、オートボルタ植民地は以前の境界線のままでフランス連合の一部として復活した。1958年12月11日にフランス共同体の自治植民地のオートボルタ共和国として再編され、2年後の1960年8月5日に完全な独立を果たした。1984年8月4日に国名がブルキナファソに改められた。
アッパーボルタの名は、この地域にヴォルタ川の上流部分が含まれていることに由来する。川は3つの部分に分かれており、黒ヴォルタ川、白ヴォルタ川、赤ヴォルタ川と呼ばれる。

## 歴史

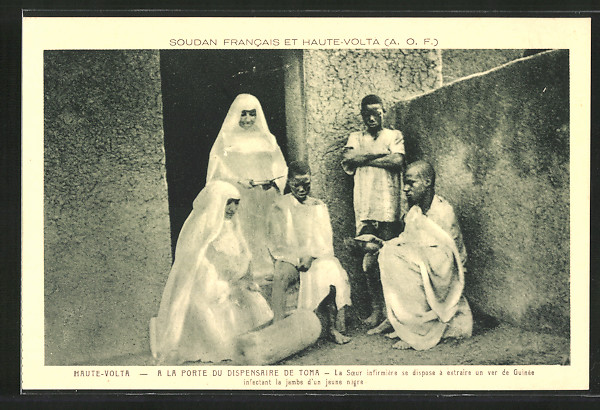
1920年代 アフリカの聖母の宣教師姉妹 トーマの薬局にて

19世紀の終わりまで、オートボルタの歴史は、現在のガーナ北部から現在の場所にやって来たと考えられている、帝国を築いたモシ人とモシ諸王国によって支配されていた。何世紀にもわたって、モシの農民は農民であり兵士でもあり、北西部からのイスラム教徒による強制的なイスラム教への改宗の試みから、モシの人々は自分たちの宗教的信念と社会構造を堅持した。
1896年にフランス人がこの地域を侵略すると、モシ人の抵抗は首都ワガドゥグーの占領によって終わった。1919年、上セネガル及びニジェール植民地の一部の州はフランス領西アフリカのオートボルタ（上ボルタ）として別の植民地に統合された。1932 年に、新しい植民地は経費節減のため解体された。1937年にアッパーコーストと呼ばれる行政区画として再構成された。第二次世界大戦後、モシ人は再び独立運動の圧力を強め、1947年9月4日、オートボルタとして再びフランス領西アフリカ内の地域として復活した。
植民地において先住民族は差別におかれた。たとえばアフリカ人の子供たちは自転車に乗ったり、木から果物を摘んだりすることを許可されなかった。これは入植者の子供たちに与えられた「特権」であり、これらの規制に違反すると親が逮捕され刑務所に入れられる可能性があった。
フランスの海外領土は1956年7月23日の基本法（Loi Cadre）の可決によって見直された。この法律に続いて、1957年初めにフランス議会によって承認された再編措置が行われ、高度な自治権が確保された。個々の地域ごとにオートボルタは1958年12月11日にフランス共同体の自治共和国となった
オートボルタは1960年8月5日に独立し、ボルタ民主同盟（UDV）指導者のモーリス・ヤメオゴが初代大統領に就任した。1960年の憲法では大統領と国会の普通選挙による任期を5年と規定したが、ヤメオゴは政権を握ると直ちにUDV以外のすべての政党を禁止した。

## 植民地総督

### 副総督（1919年 - 1932年）
- Édouard Hesling （1919年11月9日 - 1927年8月7日）
- Robert Arnaud （1927年8月7日 - 1928年1月13日、臨時代行)
- Albéric Fournier （1928年1月13日 - 1932年12月22日）
- Gabriel Descemet （1932年12月22日 - 1932年12月31日）

### 総督（1947年 - 1958年）
- Gaston Mourgues （1947年9月6日 – 1948年4月29日、臨時代行）
- Albert Mouragues （1948年4月29日 – 1953年2月23日）
- Salvador Jean Étcheber （1953年2月23日 – 1956年11月3日）
- Yvon Bourges （1956年11月3日 – 1958年7月15日）
- Max Berthet （1958年7月15日 - 1958年12月11日）

### 高等弁務官（1958年 - 1960年）
- Max Berthet （1958年12月11日 - 1959年2月）
- Paul Masson （1959年2月 - 1960年8月5日）

## オートボルタ植民地出身の人物
- ノルベール・ゾンゴ（英語版）
- ジルベール・ディエンデレ